# پاتریشیا جسل
پاتریشیا جسل (انگلیسی: Patricia Jessel; ۱۵ اکتبر ۱۹۲۰ – ۱۰ ژوئن ۱۹۶۸) هنرپیشه اهل بریتانیا بود.
وی برنده جایزه تونی بهترین بازیگر زن نمایش در سال ۱۹۵۵ شده است.